# Stords kommun
Stords kommun (norska: Stord kommune) är en kommun i södra delen av Vestland fylke i västra Norge. Kommunens centralort är tätorten Leirvik, som fick status som stad 1997 efter ett majoritetsbeslut i kommunstyrelsen. Kommunen har högskola, flygplats (Stords flygplats) och en stor idrottsanläggning.
Namnet Stord är fornnordiskt och betyder "den högreste". Kommunens namn kommer av ön med samma namn. Kommunen täcker dock inte hela ön och vissa delar av kommunen ligger på andra öar såsom Huglo.
Tidigare har kommunen tillhört dåvarande Hordaland fylke.

## Administrativ historik
Stords kommun upprättades den 1 januari 1838 (som Stordøen formannskapsdistrikt) när Formannskapslovene från 1837 trädde i kraft. Kommunen omfattade då större delen av nuvarande Stords kommun, hela nuvarande Fitjars kommun, den norra delen av nuvarande Sveio kommun samt mindre områden i den södra delen av Austevolls kommun och i den norra delen av Bømlo kommun.
1863 bröts Fitjars kommun ut ur kommunen som då minskade från 4 947 invånare före delningen till 2 634 invånare efter.
Den 15 maj 1868  bröts Valestrands kommun ut ur kommunen som då minskade från 2 634 invånare före delningen till 1 734 invånare efter.
Den 1 januari 1898 överfördes ett bebott område (den södra delen av ön Huglo med 117 invånare) från Fjelbergs kommun till Stords kommun.
Den 1 januari 1970 överfördes ett mindre obebott område (vid Valvatnavågen på ön Stord) från Bømlo kommun till Stords kommun.

Stords gamla kommunvapen (1955–1987).

## Näringsliv
Viktiga arbetsgivare i kommunen är bland andra företagen Aker Stord, Aker Elektro, Wärtsilä och Leirvik Module Technology med totalt över 3000 anställda. En viktig näringsgren är kopplad till olje- och gasindustrin (utvinning, teknik etc). 

## Tätorter
I Stords kommun finns två tätorter:
- Leirvik (centralort)
- Sagvåg

## Socknar
Inom Norska kyrkan är Stords kommun indelad i två socknar:
- Nysæters socken
- Stords socken

Socknarna ingår i Sunnhordlands prosteri i Bjørgvins stift.

## Bilder

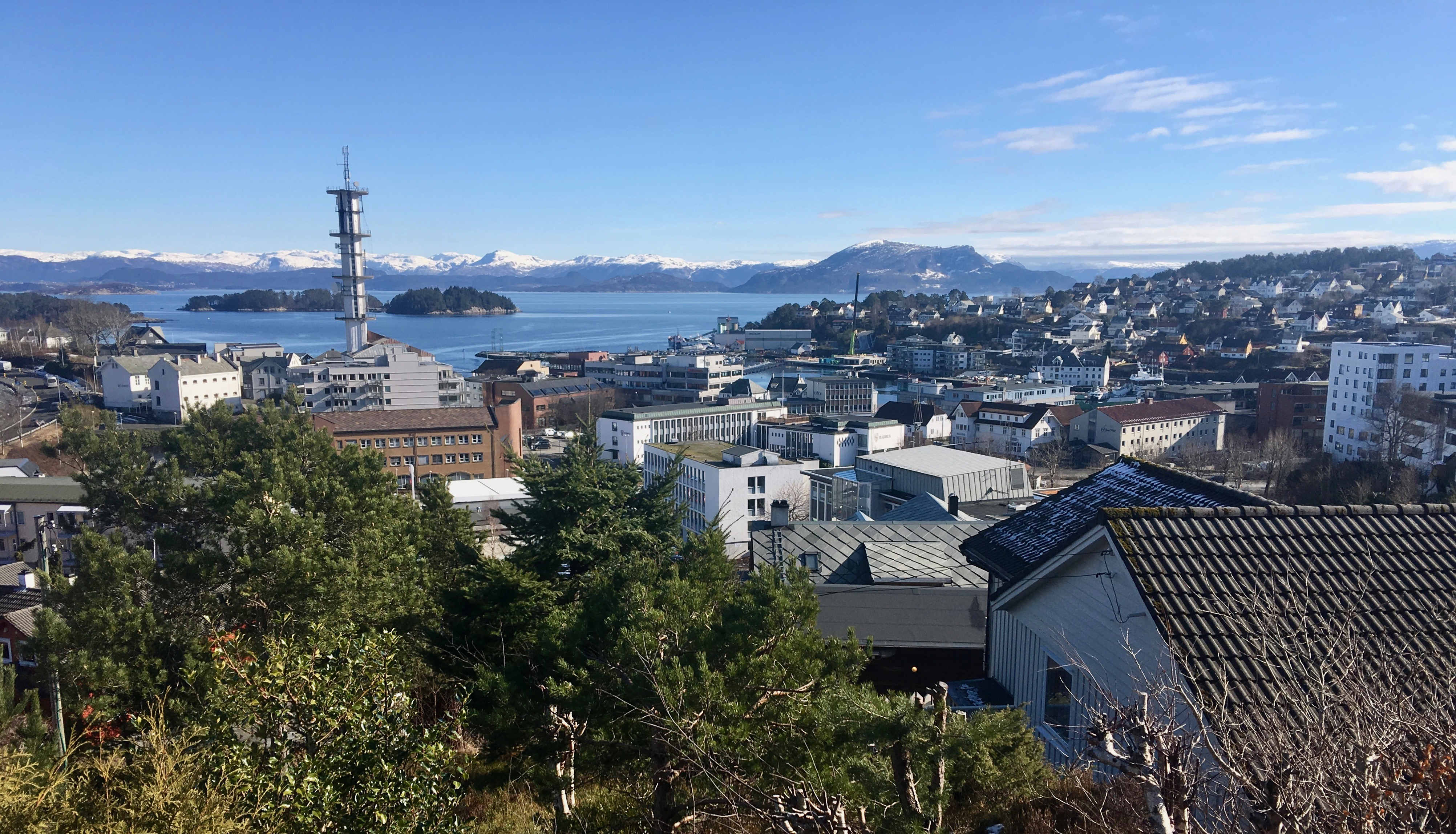
Leirvik.
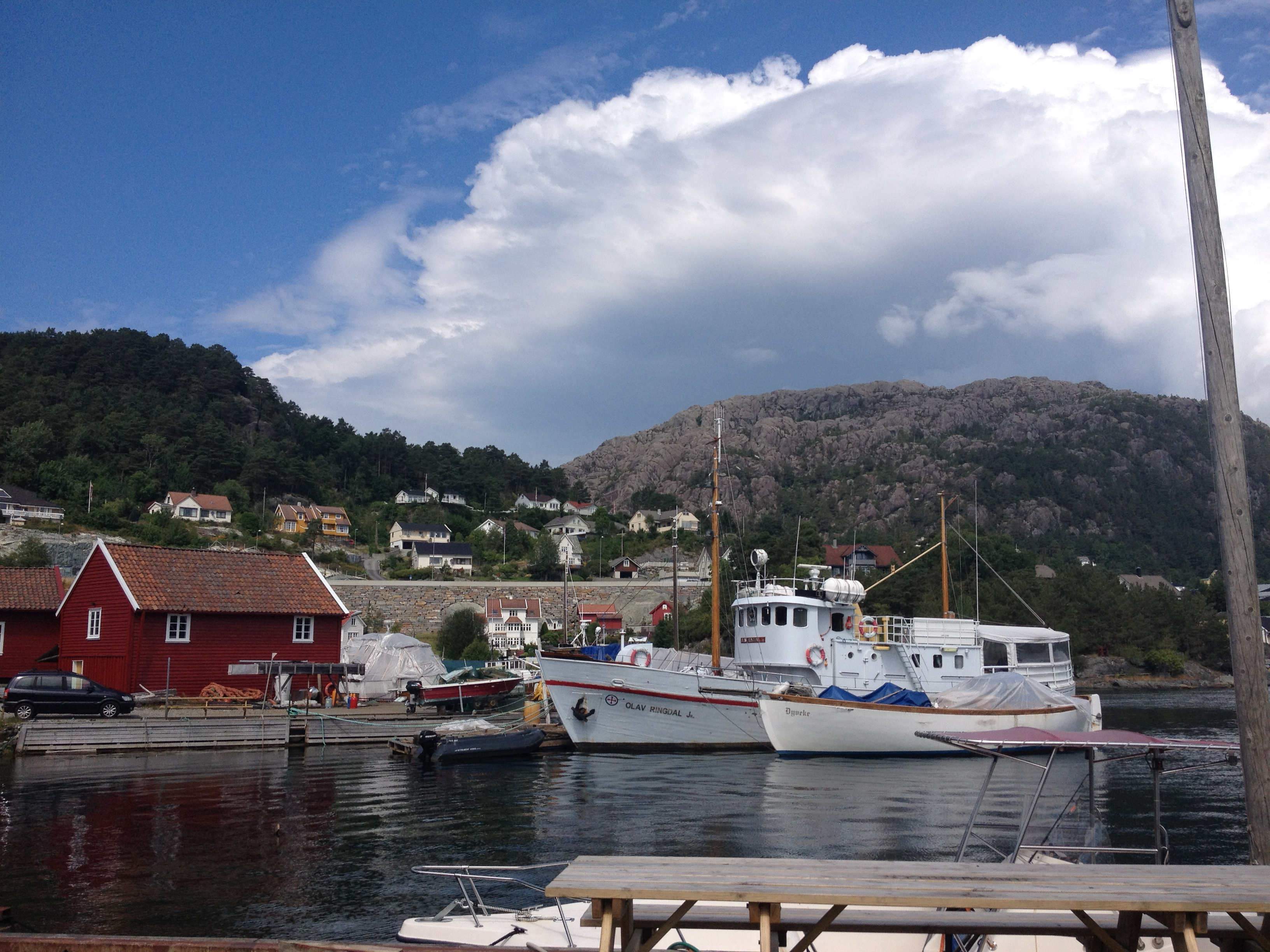
Sagvåg.
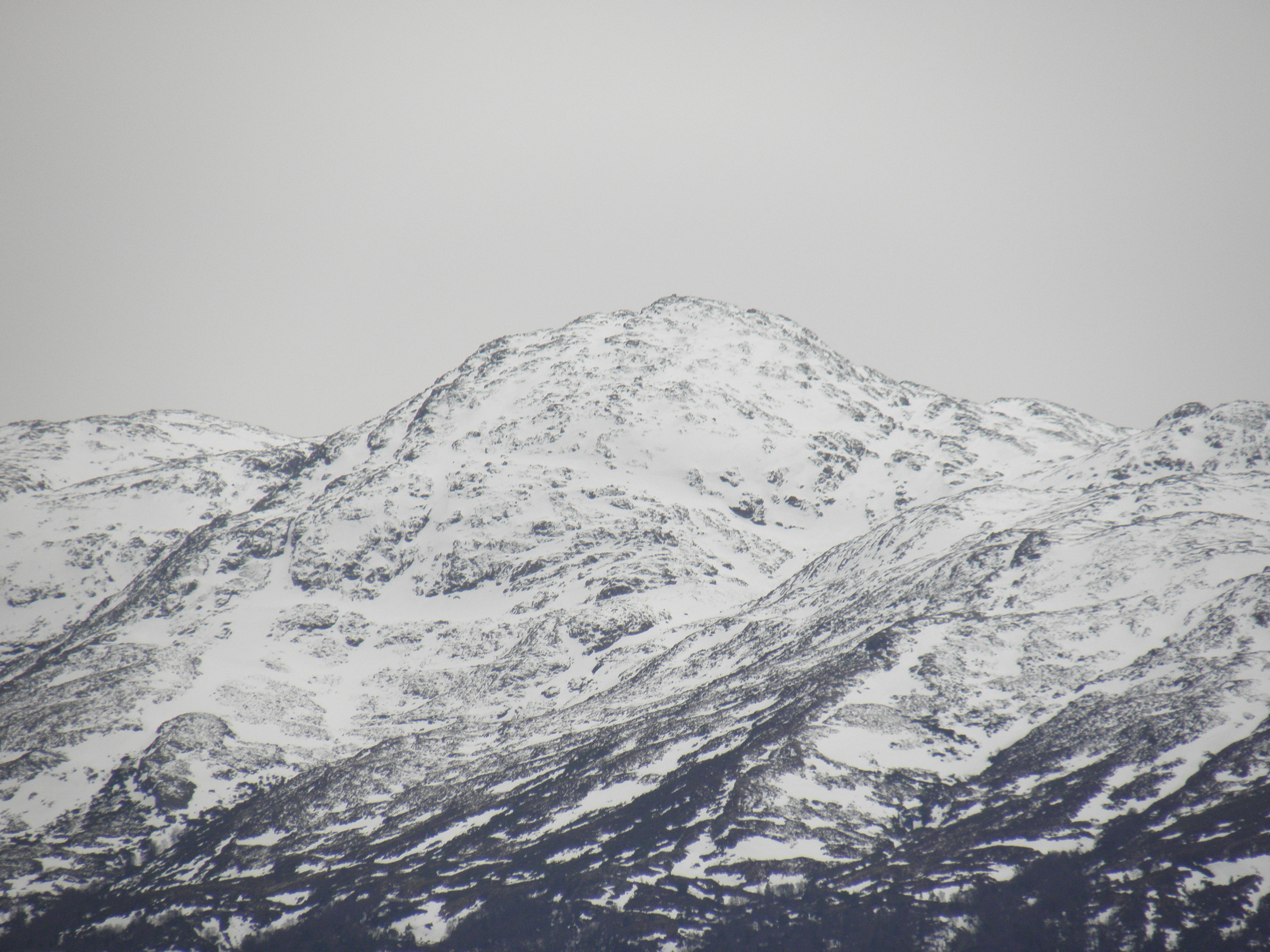
Mehammarsåta (749 m ö.h.).